# Walter Braemer
Walter Braemer (* 7. Januar 1883 in Königsberg; † 13. Juni 1955 in Hamburg) war ein deutscher General der Kavallerie und SS-Gruppenführer, der sich während des Zweiten Weltkriegs an Kriegsverbrechen beteiligte.

## Leben
Walter Braemer trat am 2. März 1901 als Fähnrich in das 2. Hannoversche Dragoner-Regiment Nr. 16 der Preußischen Armee ein. Ab Oktober 1906 machte er eine zweijährige Ausbildung an der Militär-Reitschule und wurde danach an die Kriegsakademie kommandiert. 1912 folgte eine Kommandierung in den Großen Generalstab, wo er eine Ausbildung zum Generalstabsoffizier absolvierte. Während des Ersten Weltkrieges diente er in verschiedenen Divisionsstäben.
Nach Ende des Krieges wurde Braemer im Rang eines Hauptmanns in die Reichswehr übernommen. Zunächst war er im Reichswehrministerium tätig, wurde im April 1922 zum 2. (Preußisches) Reiter-Regiment versetzt und gehörte ab Anfang Oktober 1923 dem Stab der 6. Division in Münster an. So kommandierte er u. a. das 6. (Preußisches) Reiter-Regiment in Pasewalk von Anfang Februar 1927 bis 31. Dezember 1930. Anschließend wurde Braemer Kommandant von Insterburg. Kurz nach seiner Beförderung zum Generalmajor trat er im November 1932 in den Ruhestand.
Während der Zeit des Nationalsozialismus trat er zum 1. Oktober 1935 im Rang eines SS-Standartenführers der Schutzstaffel (SS-Nummer 223.910) und zum 1. Mai 1937 der NSDAP bei (Mitgliedsnummer 4.012.329). Anfang Juli 1938 wurde Braemer als Generalmajor der Wehrmacht reaktiviert.

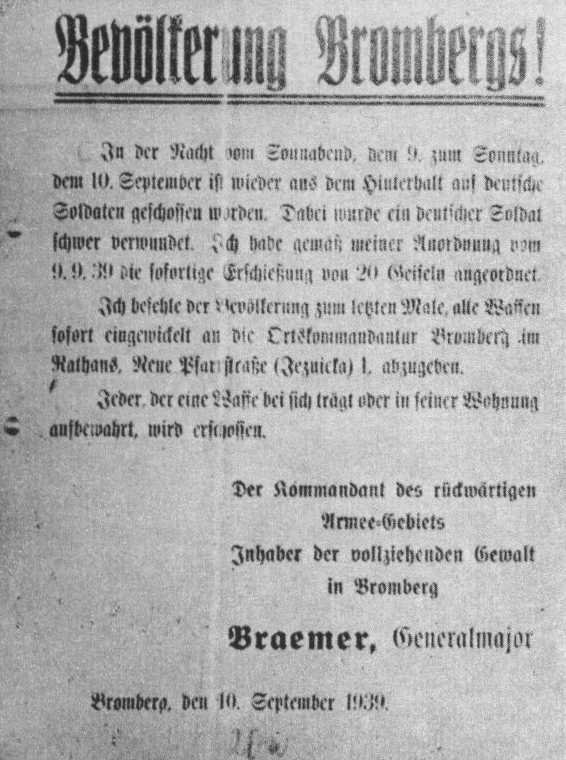
Ankündigung einer öffentlichen Hinrichtung von 20 polnischen Geiseln in Bromberg, unterzeichnet am 10. September 1939 durch Generalmajor Braemer

Zu Beginn des Zweiten Weltkrieges war Braemer Kommandant des Korück 580 und kam im Zuge des Überfalls auf Polen mit der 4. Armee zwei Tage nach dem Bromberger Blutsonntag am 5. September 1939 nach Bromberg. Dort trat der „fanatische Nationalsozialist“ mit „unerhörter Brutalität“ auf: Zur Vergeltung nahmen auch ihm unterstellte Einheiten an tagelangen Erschießungen von hunderten polnischen Zivilisten teil, die angeblich entweder Waffen getragen oder Widerstand geleistet haben sollen. Der Historiker Christian Hartmann beschreibt dies als ein befohlenes Kriegsverbrechen und bestreitet in diesem Zusammenhang einen spontanen Gewaltausbruch. Im Mai 1941 wurde Braemer zur Führerreserve des OKH versetzt. Am 1. Juli 1941 wurde er zum Generalleutnant und am 1. September 1942 zum General der Kavallerie z.V. befördert.
Braemer fungierte in Riga als Wehrmachtbefehlshaber im Reichskommissariat Ostland von Sommer 1941 an. Zusammen mit seinem Untergebenen Gustav Freiherr von Mauchenheim genannt Bechtolsheim trieb er dort den Judenmord voran. Braemer selbst zählte im September 1941 auch „Juden und judenfreundliche Kreise“ zu allen „die Ruhe und Ordnung gefährden[d]en Faktoren“, die durch „rasches Handeln und rücksichtsloses brutales Vorgehen“ unschädlich gemacht werden sollten. Dem Reichskommissar Hinrich Lohse teilte er am 20. November 1941 mit, dass die „jüdische Bevölkerung Weißrutheniens [...] bolschewistisch und zu jeder deutschfeindlichen Haltung fähig“ sei. Baemers Verhältnis zu Lohse war aber sehr angespannt, bereits im August 1942 klagte Lohse über die „widerstrebende Militärverwaltung“. Nach einer Führergeburtstagsfeier am 20. April 1944 in Riga kam es zu einer tätlichen Auseinandersetzung zwischen Braemer und Lohse, der Braemer öffentlich ohrfeigte. Am 20. April 1944 wurde Braemer zum SS-Gruppenführer befördert. Zum 1. Mai 1944 löste ihn Werner Kempf als Wehrmachtbefehlshaber im Reichskommissariat Ostland ab. Anschließend befand er sich bis Januar 1945 in der Führerreserve. Danach war er Kommandierender General des Stellvertretenden Generalkommandos II. Armeekorps und in Personalunion des Wehrkreises II (Stettin). Anfang Februar befand er sich erneut kurzzeitig in der Führerreserve und war danach noch wenige Wochen Kommandant des rückwärtigen Armeegebietes der 11. Armee.
Anfang Mai 1945 geriet er in Lübeck in britische Kriegsgefangenschaft und wurde im Januar 1947 ins Island Farm Special Camp 11 überstellt und von dort im Oktober 1947 in das Internierungslager Neuengamme. Während der Nürnberger Prozesse wurde Braemer im Frühjahr 1948 mehrmals vernommen.

## Auszeichnungen
| Braemers SS-Ränge | Braemers SS-Ränge   |
| Datum             | Rang                |
| ----------------- | ------------------- |
| Oktober 1935      | SS-Standartenführer |
| September 1936    | SS-Oberführer       |
| Juni 1938         | SS-Brigadeführer    |
| April 1944        | SS-Gruppenführer    |

- Eisernes Kreuz (1914) II. Klasse und I. Klasse[11]
- Ritterkreuz des Königlichen Hausordens von Hohenzollern mit Schwertern[11]
- Bayerischer Militärverdienstorden IV. Klasse mit Schwertern[11]
- Ritterkreuz II. Klasse des Friedrichs-Ordens mit Schwertern[11]
- Ritterkreuz I. Klasse des Ordens vom Zähringer Löwen mit Schwertern[11]
- Friedrich-August-Kreuz I. Klasse[11]
- Orden der Eisernen Krone III. Klasse mit Kriegsdekoration[11]
- Österreichisches Militärverdienstkreuz mit Kriegsdekoration[11]
- Wiederholungsspange zum Eisernen Kreuz II. Klasse und I. Klasse
- Ehrendegen des Reichsführers SS
- SS-Ehrenring